# Колыбельная (Брамс)
Колыбельная (нем. Wiegenlied), опус 49, № 4 ― произведение Иоганнеса Брамса для голоса и фортепиано, впервые опубликованное в ноябре 1868 года издательством N. Simrock. Наряду с «Венгерскими танцами» является одним из самых известных сочинений композитора.

## История создания
Источником вдохновения на создание Брамсом «Колыбельной» часто называют дуэт «S'Is Anderscht» композитора Александра Баумана, опубликованный в 1840-х годах. «Колыбельная» была посвящена подруге Брамса Берте Фабер ― по случаю рождения у неё сына. Произведение было впервые исполнено публично 22 декабря 1869 года в Вене Луизой Дустманн и Кларой Шуман.

## Мелодия
В 1877 году Брамс использовал мелодию «Колыбельной» в своей Симфонии № 2 ― в роли побочной партии первой части.